# Gesetz über digitale Dienste
Das Gesetz über digitale Dienste (GdD; englisch Digital Services Act, DSA; französisch Règlement sur les Services Numériques, RSN) ist eine Verordnung der Europäischen Union, die einheitliche europäische Haftungs- und Sicherheitsvorschriften für digitale Plattformen, Dienste und Produkte schuf. Damit soll die Verbreitung illegaler Inhalte verhindert und Nutzer besser geschützt werden. Es ist mit dem Gesetz über digitale Märkte (Digital Markets Act, DMA) Teil eines Gesetzespakets über digitale Dienste in der Europäischen Union.
Die Rechtsnorm aktualisierte den im Jahr 2000 beschlossenen rechtlichen Rahmen für Online-Plattformen in der Europäischen Union und passte ihn an die Gegebenheiten des Plattformkapitalismus an. Dabei sollen einerseits die Grundsätze eines freien Internets berücksichtigt und andererseits geltendes Recht besser durchgesetzt werden. Die sich aus dem Gesetz ergebenden Pflichten sind nach Unternehmensgröße gestaffelt. Sehr große Online-Plattformen und Suchmaschinen müssen die Vorschriften seit dem 16. November 2022 befolgen, alle anderen digital agierenden Unternehmen seit dem 17. Februar 2024.

## Kontext
Das Gesetz steht im Kontext der politischen Leitlinien der Kommission von der Leyen I. Dabei soll der bestehende Rechtsrahmen der Europäischen Union aktualisiert werden, insbesondere die im Jahr 2000 verabschiedete Richtlinie über den elektronischen Geschäftsverkehr. Es geht darum, künstliche Intelligenz, Finanzen und digitale Plattformen besser zu regulieren, um Akteuren die Möglichkeit zu geben, innovativ zu sein und zu wachsen und um eine bessere Sicherheit für Internetnutzer zu ermöglichen.
Als Kandidatin für die Präsidentschaft der Europäischen Kommission schlug Ursula von der Leyen daher ein „neues Gesetz über digitale Dienstleistungen“ vor. Die EU-Kommission sah insbesondere nach dem Inkrafttreten des deutschen Netzwerkdurchsetzungsgesetzes Probleme in der Regulierung des digitalen Binnenmarktes, sodass eine gemeinsame Regulierung für die Moderation von strafbaren Inhalten durch Plattformunternehmen geschaffen werden sollte.
Laut Thierry Breton, EU-Kommissar für den Binnenmarkt, werde „das Internet in vielen Fällen als ein rechtsfreier Raum missverstanden.“ Es gehe bei dem Gesetz darum, dass Europa die Kontrolle über die digitalen Plattformen zurückgewinnt. „Das EU-Parlament und die Kommission machen die Regeln“, sagte der Franzose. „Es wird hier eine Gerichtsbarkeit geben, einen Richter.“ Wenn sich ein Unternehmen nicht an die Regeln halte, werden es „bis zu zehn Prozent der Umsätze als Strafe abgeben müssen“. Das Prinzip des Gesetzes sei dabei einfach: „Sachen, die man in echt nicht sagen darf, darf man auch im Netz nicht sagen.“ Niemand habe das Recht, zu beleidigen, Antisemitismus, Kinderpornografie, oder Todesdrohungen zu verbreiten oder Drogen zu verkaufen, alle illegalen Inhalte müssen entfernt werden. Breton forderte deshalb „die gleichen Strafen, ob online oder auf der Straße“.

## Verfahren
Das Gesetz über digitale Dienste wurde von der Europäischen Kommission im Dezember 2020 zusammen mit dem Gesetz über digitale Märkte vorgeschlagen. Beide Verordnungen wurden von Margrethe Vestager, Vizepräsidentin der Europäischen Kommission und verantwortlich für die Förderung eines Europas im digitalen Zeitalter, und von Thierry Breton, dem EU-Kommissar für Binnenmarkt, ausgearbeitet. Beide sind Mitglieder der Kommission von der Leyen I.
In seinen Sitzungen am 19. und 20. Januar 2022 beschloss das Europäische Parlament den Bericht zum Vorschlag für ein Gesetz über digitale Dienste. Der angenommene Bericht wurde im Trilog zwischen Parlament und Rat verhandelt. Am 23. April 2022 teilten die Berichterstatter von Parlament und Rat unter Beteiligung der Kommission die politische Einigung über die Inhalte des Entwurfs mit. Im nächsten Schritt wurde das Dossier von Ausschuss für Binnenmarkt und Verbraucherschutz für das Parlament und dem Ausschuss der Ständigen Vertreter der Mitgliedstaaten für den Rat zur endgültigen Beschlussfassung durch die Gremien vorbereitet.
Die Verordnung wurde von der neunten Legislaturperiode des Europäischen Parlaments und dem Europäischen Rat am 4. Oktober 2022 endgültig angenommen. Die „sehr großen“ Online-Plattformen und Suchmaschinen wie Facebook, Wikipedia oder Google Search müssen einige Vorschriften bereits ab November 2022 befolgen. Seit dem 17. Februar 2024 gilt die Verordnung für alle digitalen Akteure.

## Ziele
Das Ziel des Gesetzes über digitale Dienste ist „durch die Festlegung harmonisierter Vorschriften für ein sicheres, vorhersehbares und vertrauenswürdiges Online-Umfeld, in dem Innovationen gefördert und die in der Charta verankerten Grundrechte, darunter der Grundsatz des Verbraucherschutzes, wirksam geschützt werden, einen Beitrag zum reibungslosen Funktionieren des Binnenmarkts für Vermittlungsdienste zu leisten.“
Die EU-Kommission verfolgt nach eigenen Angaben mit der Verordnung primär drei Ziele:
- Besserer Schutz der Verbraucher und ihrer Grundrechte im Internet,
- Schaffung eines leistungsfähigen bzw. klaren Transparenz- und Rechenschaftsrahmens für Online-Plattformen,
- Förderung von Innovation, Wachstum und Wettbewerbsfähigkeit im Binnenmarkt.

Die Verordnung enthält zudem Vorschriften für vermittelnde Online-Dienste, die von Menschen in Europa genutzt werden. Die Pflichten der Online-Unternehmen variieren je nach Rolle, Größe und Auswirkung im Online-Umfeld.

## Inhalt

### Definition der Vermittlungsdienste
Das Gesetz über digitale Dienste besteht aus der Verordnung (EU) 2022/2065 des Europäischen Parlaments und des Rates vom 19. Oktober 2022 über einen Binnenmarkt für digitale Dienste und zur Änderung der Richtlinie 2000/31/EG. Ein zentraler Rechtsbegriff ist dabei der sogenannte Vermittlungsdienst:
Vermittlungsdienste bietet ein Unternehmen dann an, wenn es eine von 3 möglichen digitalen Dienstleistungen anbietet:
1. reine Durchleitung: von einem Nutzer bereitgestellte Informationen werden in einem Kommunikationsnetz übermittelt oder es wird Zugang zu einem Kommunikationsnetz vermittelt
2. Caching-Leistung: von einem Nutzer bereitgestellte Informationen in einem Kommunikationsnetz werden übermittelt, wobei eine automatische, zeitlich begrenzte Zwischenspeicherung dieser Informationen zu dem alleinigen Zweck erfolgt, die Übermittlung der Information an andere Nutzer auf deren Anfrage effizienter zu gestalten
3. Hosting-Dienst: von einem Nutzer bereitgestellte Informationen werden in dessen Auftrag gespeichert

Für jede dieser drei Dienstleistungen legt die Verordnung klare Regeln bezüglich Haftung und Auflagen fest, die von den betreffenden Unternehmen eingehalten werden müssen.

### Anforderungen an Online-Plattformen
Nach den neuen Vorschriften müssen Vermittlungsdienste, d. h. Online-Plattformen – wie soziale Medien und Marktplätze – Maßnahmen ergreifen, um ihre Nutzer vor illegalen Inhalten, Waren und Dienstleistungen zu schützen:
- Die Europäische Kommission und die Mitgliedstaaten werden Zugang zu den Algorithmen sehr großer Online-Plattformen (englisch Very Large Online Platform) erhalten.
- Plattformen müssen ein klareres „Melde- und Aktions“-Verfahren bereitstellen, bei dem die Nutzer die Möglichkeit haben, illegale Inhalte online zu melden; Meldungen von Nutzern müssen von den Plattformen zügig bearbeitet werden. Die Melder müssen über das Ergebnis informiert werden.
- Meldungen müssen nicht-willkürlich und diskriminierungsfrei und unter Wahrung der Grundrechte, einschließlich des Rechts auf freie Meinungsäußerung und des Datenschutzes, bearbeitet werden.
- Online-Marktplätze müssen dafür sorgen, dass Verbraucher sichere Produkte oder Dienstleistungen online erwerben können, indem sie die Kontrollen verstärken, um nachzuweisen, dass die von Händlern gemachten Angaben zuverlässig sind („Kenne deinen Geschäftskunden“), und Anstrengungen unternehmen, um zu verhindern, dass illegale Inhalte auf ihren Plattformen erscheinen, auch durch Stichproben.
- Nicht einvernehmlich weitergegebene illegale Inhalte sollen sofort aus dem Verkehr gezogen werden.
- Online-Plattformen und Suchmaschinen können mit Geldbußen von bis zu 6 % ihres weltweiten Umsatzes belegt werden. Im Falle sehr großer Online-Plattformen (mit mehr als 45 Millionen Nutzern) wird die EU-Kommission die alleinige Befugnis haben, die Einhaltung der Vorschriften zu verlangen.

### Pflichten gegenüber Nutzern
- Nutzer müssen besser darüber informiert werden, wie ihnen Inhalte empfohlen werden, und es muss mindestens eine Option dazu angeboten werden, die nicht auf Profiling basiert.
- Zielgerichtete Werbung ist verboten, wenn sie auf besondere Kategorien personenbezogener Daten zielt (z. B. politische Überzeugung, sexuelle Ausrichtung, Religion oder ethnische Herkunft).
- Plattformen, die Minderjährige als Zielgruppe haben, müssen besondere Maßnahmen zu deren Schutz ergreifen, u. a. durch ein vollständiges Verbot zielgerichteter Werbung.
- Dark Patterns sind verboten. Online-Plattformen und -Märkte dürfen niemanden dazu bringen, ihre Dienste zu nutzen, indem sie z. B. eine bestimmte Wahlmöglichkeit stärker hervorheben oder Empfänger durch Pop-ups dazu drängen, ihre Wahl zu ändern. Außerdem sollte die Kündigung eines Abonnements für einen Dienst nicht schwieriger sein als das Abonnieren.
- Nutzer digitaler Dienste haben das Recht, Entschädigung für Schäden oder Verluste zu verlangen, die sie aufgrund von Verstößen durch Plattformen erlitten haben.[20][21]

### Pflichten bezogen auf Inhalte
Sehr große Online-Plattformen müssen strengere Verpflichtungen erfüllen, die in einem angemessenen Verhältnis zu den erheblichen gesellschaftlichen Risiken stehen, die von ihnen ausgehen, wenn sie illegale und „schädliche“ Inhalte (harmful content), einschließlich Desinformationen, verbreiten:
- Sehr große Online-Plattformen müssen systemische Risiken bewerten und abmildern und sich jedes Jahr unabhängigen Prüfungen unterziehen. Darüber hinaus müssen große Plattformen, die so genannte „Empfehlungssysteme“ (Algorithmen, die bestimmen, was die Nutzer zu sehen bekommen) verwenden, mindestens eine Option anbieten, die nicht auf Profiling basiert
- Wenn eine Krise eintritt, d. h. wenn außergewöhnliche Umstände die öffentliche Sicherheit oder die Gesundheit bedrohen „können“,[27] kann die Kommission von sehr großen Plattformen verlangen, die Beförderung der Bedrohung auf ihren Plattformen zu begrenzen. Diese besonderen Maßnahmen sind auf drei Monate begrenzt.

## Durchsetzung
Gemäß Artikel 24 (2) der Verordnung veröffentlichen die Anbieter für jede Online-Plattform oder Online-Suchmaschine auf einer öffentlich zugänglichen Seite Informationen über den monatlichen Durchschnitt der aktiven Nutzer des Dienstes in der Union, der als Durchschnitt der letzten sechs Monate berechnet wird. Die erste Veröffentlichung wurde für den 17. Februar 2023 erwartet und muss alle sechs Monate aktualisiert werden.
Die Anbieter von Online-Plattformen oder Online-Suchmaschinen sind verpflichtet, diese Informationen dem Koordinator für digitale Dienste im Mitgliedstaat ihrer Niederlassung und der Europäischen Kommission mitzuteilen.
Auf der Grundlage der vorgelegten Informationen erlässt die Kommission dann eine Entscheidung, in der sie die Online-Plattform oder Online-Suchmaschine, deren durchschnittliche monatliche Zahl der aktiven Nutzer des Dienstes 45 Millionen oder mehr beträgt, als sehr große Online-Plattform oder sehr große Online-Suchmaschine im Sinne der Verordnung bezeichnet.

### Benennung von sehr großen Online-Unternehmen
Gemäß Artikel 24(2) wurden im April 2023 erstmals 17 Online-Plattformen und zwei Online-Suchmaschinen als sehr große Online-Plattform oder sehr große Online-Suchmaschine von der EU-Kommission eingestuft, davon allein 13 Internet-Plattformen bzw. -Suchmaschinen, die zu Big Tech-Konzernen nach der Definition der Bundesbank gehören.
Nach der Veröffentlichung der ersten Zahlen kritisierte die Europäische Kommission durch ihren Sprecher, dass einige Plattformen keine präzisen Nutzerzahlen mitteilten, sondern ausschließlich angaben, ob sie unter der Schwelle von 45 Millionen Nutzern lagen oder nicht.
Hinzu kommt, dass mitunter einzelne Unternehmen, wie nach Einschätzung der EU per August 2024 z. B. Telegram, unzutreffende Angaben in diesem Kontext machen, um sich dadurch den EU-Auflagen zu entziehen.
Stand August 2024 waren folgende sehr große Online-Plattformen und Online-Suchmaschinen aufgelistet:
| Unternehmen        | Nutzerzahl (Millionen pro Monat)                                                              |
| ------------------ | --------------------------------------------------------------------------------------------- |
| Alibaba AliExpress | 104.3                                                                                         |
| Amazon Store       | 181.3                                                                                         |
| Apple App Store    | 123                                                                                           |
| Bing               | 119                                                                                           |
| Booking.com        | über 45                                                                                       |
| Facebook           | 259                                                                                           |
| Google Maps        | 275.6                                                                                         |
| Google Play        | 284.6                                                                                         |
| Google Search      | 364                                                                                           |
| Google Shopping    | 70.8                                                                                          |
| Instagram          | 259                                                                                           |
| LinkedIn           | 45.2 (Eingeloggte aktive Benutzer) 132.5 (Ausgeloggte Website-Besuche)                        |
| Pinterest          | 124                                                                                           |
| Pornhub            | über 45                                                                                       |
| Shein              | 108                                                                                           |
| Snapchat           | 102                                                                                           |
| Stripchat          | über 45                                                                                       |
| Temu               | 75                                                                                            |
| TikTok             | 135.9                                                                                         |
| Wikipedia          | 151.1                                                                                         |
| X                  | 115.1                                                                                         |
| XNXX               | 45                                                                                            |
| XVideos            | 160                                                                                           |
| YouTube            | 416.6                                                                                         |
| Zalando            | 74.5 (Monatlicher Durchschnitt im Einzelhandel) 26,8 (Monatsdurchschnitt für Inhalte Dritter) |

### Artikel 21 der Digitalen Dienste-Verordnung
Artikel 21 der Digitale Dienste-Verordnung (Verordnung (EU) 2022/2065) schafft einen Rahmen, der es Nutzern von Online-Plattformen ermöglicht, Streitigkeiten über zertifizierte außergerichtliche Streitbeilegungsstellen (ODS) zu klären. Die Bestimmung soll eine zugängliche Alternative zu gerichtlichen Verfahren bieten, beispielsweise bei Inhaltslöschungen, Kontosperrungen oder anderen von Plattformen verhängten Einschränkungen.
Die Digitale Dienste-Verordnung (DSV), die 2022 verabschiedet wurde, ist Teil der Bemühungen der Europäischen Union, die Regulierung digitaler Dienste zu modernisieren. Artikel 21 ist im Kapitel III der Verordnung angesiedelt, das sich auf die Verantwortlichkeiten der Plattformen und den Schutz der Nutzer konzentriert.
Nach Artikel 21 müssen Anbieter von Vermittlungsdiensten, darunter sehr große Online-Plattformen (VLOPs) und sehr große Online-Suchmaschinen (VLOSEs), die Nutzer über ihr Recht informieren, Streitigkeiten an zertifizierte ODS-Stellen zu übermitteln. Dieser Mechanismus ergänzt Artikel 20, der interne Beschwerdeverfahren auf Plattformen regelt.
Die Zertifizierung und Überwachung der ODS-Stellen obliegt den nationalen Digital Services Koordinatoren, die von jedem EU-Mitgliedstaat benannt werden. Diese Stellen müssen die in der Verordnung festgelegten Kriterien erfüllen, darunter Unabhängigkeit, Unparteilichkeit, Transparenz, Zugänglichkeit und Expertise im Bereich Online-Streitigkeiten.
Nutzer können Beschwerden bei einer ODS-Stelle einreichen, ohne zuvor rechtliche Schritte zu unternehmen. Während die Teilnahme der Plattformen freiwillig ist, wird eine Zusammenarbeit in gutem Glauben erwartet. ODS-Stellen geben Empfehlungen ab, die zwar nicht rechtsverbindlich sind, von den Plattformen jedoch berücksichtigt werden müssen.

### Zertifizierte außergerichtliche Streitbeilegungsstellen
Mit Stand August 2025 sind folgende ODS-Stellen zertifiziert:
- ADROIT[37] – Europäische Union (EU-weit)
- User Rights GmbH[38] – Deutschland
- Online Platform Vitarendező Tanács[39] – Ungarn
- Appeals Centre Europe (ACE)[40] – Europäische Union (EU-weit)
- RTR-GmbH, Fachbereich Medien[41] – Österreich
- ADR Center[42] – Europäische Union (EU-weit)

Eine vollständige und aktuelle Liste der ODS-Stellen wird von der Europäischen Kommission geführt.

### Untersuchungen
Am 18. Dezember 2023 eröffnet die Europäische Kommission ein förmliches Verfahren gegen das soziale Netzwerk X, früher bekannt als Twitter, um zu untersuchen, ob Verstöße gegen das Gesetz in Hinblick auf Inhaltsmoderation und Transparenzverpflichtungen vorliegen könnten. Am 12. Juli 2024 kommt die Kommission zum Schluss, dass X gegen Artikel 25, 39 und 40 Absatz 12 des Gesetzes über digitale Dienste verstößt.
Am 19. Februar 2024 wird ein Verfahren gegen TikTok eingeleitet, um sicherzustellen, dass das soziale Netzwerk die Verordnung einhält, insbesondere in Bezug auf den Schutz von Minderjährigen, die Transparenz von Werbung, die Öffnung von Daten für die Forschung und die Risiken im Zusammenhang mit Suchtdesign und gefährlichen Inhalten. Dem vorausgegangen war eine Untersuchung der NGO AI Forensics zusammen mit den NGOs Amnesty International und dem Algorithmic Transparency Institute, die vor den Auswirkungen der Seite „Für dich“ auf die psychische Gesundheit von Kindern und jungen Erwachsenen gewarnt hatte. Das Netzwerk setze junge Menschen mit psychischen Problemen erheblichen Risiken bis hin zum Selbstmord aus.
Am 27. Mai 2025 leitet die Europäische Kommission eine Untersuchung gegen vier pornografische Websites – Pornhub, Stripchat, XNXX und XVideos – ein, weil sie keine wirksamen Maßnahmen zum Schutz von Minderjährigen umgesetzt haben. Den Anbietern droht eine Geldstrafe in Höhe von bis zu 6 % ihres weltweiten Umsatzes und im Wiederholungsfall ein Verbot in der Europäischen Union.

## Kritik
Die Bürgerrechtsbewegung European Digital Rights meldete in einer Pressemeldung substanzielle Bedenken an und beurteilte den Vorschlag als Gefahr für die Meinungsfreiheit und Rechtsstaatlichkeit.
Abgeordnete der Piratenpartei bemängelten vor dem Inkrafttreten, dass sich mit dem Gesetzesvorschlag Industrieinteressen gegenüber digitalen Bürgerrechten durchgesetzt hätten.
Der deutsche Literatur- und Medienwissenschaftler Roberto Simanowski sieht in dem Gesetz Tendenzen zu einer illiberalen Demokratie, die durch neue Ausschlusskriterien in den sozialen Medien die Demokratie verteidigen will. Die sozialen Medien, die zunächst als Demokratieverstärker gefeiert wurden, würden immer mehr als Gefahr für die Demokratie wahrgenommen. Kritiker würden zu Recht, wie schon im Falle des Netzwerkdurchsetzungsgesetzes, durch das proaktive algorithmische Overblocking einen Angriff auf die Meinungsfreiheit fürchten.
Als der EU-Kommissar Thierry Breton nach den Unruhen in Frankreich im Sommer 2023 ankündigte, auf Grundlage des GdD soziale Netzwerke notfalls abzuschalten, sei ein „Aufschrei durch die europäische Zivilgesellschaft“ gegangen, da solche Maßnahmen eher aus autoritären Staaten als aus Demokratien bekannt seien, meinte Tomas Rudl vom Blog netzpolitik.org.
Nach Artikel 34 des DSA sollen Plattformbetreiber nicht nur rechtswidrige Inhalte entfernen, sondern auch kritische und nachteilige Einträge überprüfen. In einem Kommentar vom Februar 2024 sah der pensionierte Richter und ehemalige Corona-Maßnahmen-Kritiker Manfred Kölsch derartige Regelungen als Beleg für die demokratiefeindlichen Hintergründe, mit denen die EU-Kommission das DSA vorangetrieben hatte. Weiter stellte er fest, dass die vorgeschriebenen nationalen Koordinatoren gegenüber der europäischen EU-Kommission weisungsgebunden sind und damit Verantwortung von der Länder- und Bundesebene an die EU abgegeben wird. Der Staat überlasse Eingriffe in die Meinungs- und Informationsfreiheit, die er selbst nicht durchführen dürfte, Dritten wie etwa zivilgesellschaftlichen Hinweisgebern und Plattformbetreibern. Die Brisanz des DSA, so Kölsch, sei für den Bürger wegen dessen Umfang und der Komplexität nicht unmittelbar erkennbar. Die Gefahr für die demokratischen Grundrechte durch das DSA werde sich nur schleichend bemerkbar machen und sei professionell hinter einer rechtsstaatlichen Fassade versteckt.
Der Verfassungsrechtler Josef Franz Lindner kommentierte, „wenn man später einmal den Niedergang der Meinungsfreiheit in Deutschland und den Einstieg in den Zensurstaat rekonstruieren will“, werde dem Leitfaden der Bundesnetzagentur für die zertifizierten Meldestellen (den sogenannten Trusted Flaggern, welche etwaige Verstöße prüfen und diese Plattformbetreibern melden) „die Rolle eines Schlüsseldokuments zukommen“.
Am 9. Januar 2025 hat Thierry Breton im französischen Fernsehen zugegeben, dass die EU ein DSA-Verfahren im Zuge der Präsidentschaftswahl in Rumänien 2024 eingeleitet hat, was man auch notfalls bei der Bundestagswahl 2025 zu tun gedenke, wenn Elon Musk sich zugunsten der AfD positionieren würde.